# Ель-Табо

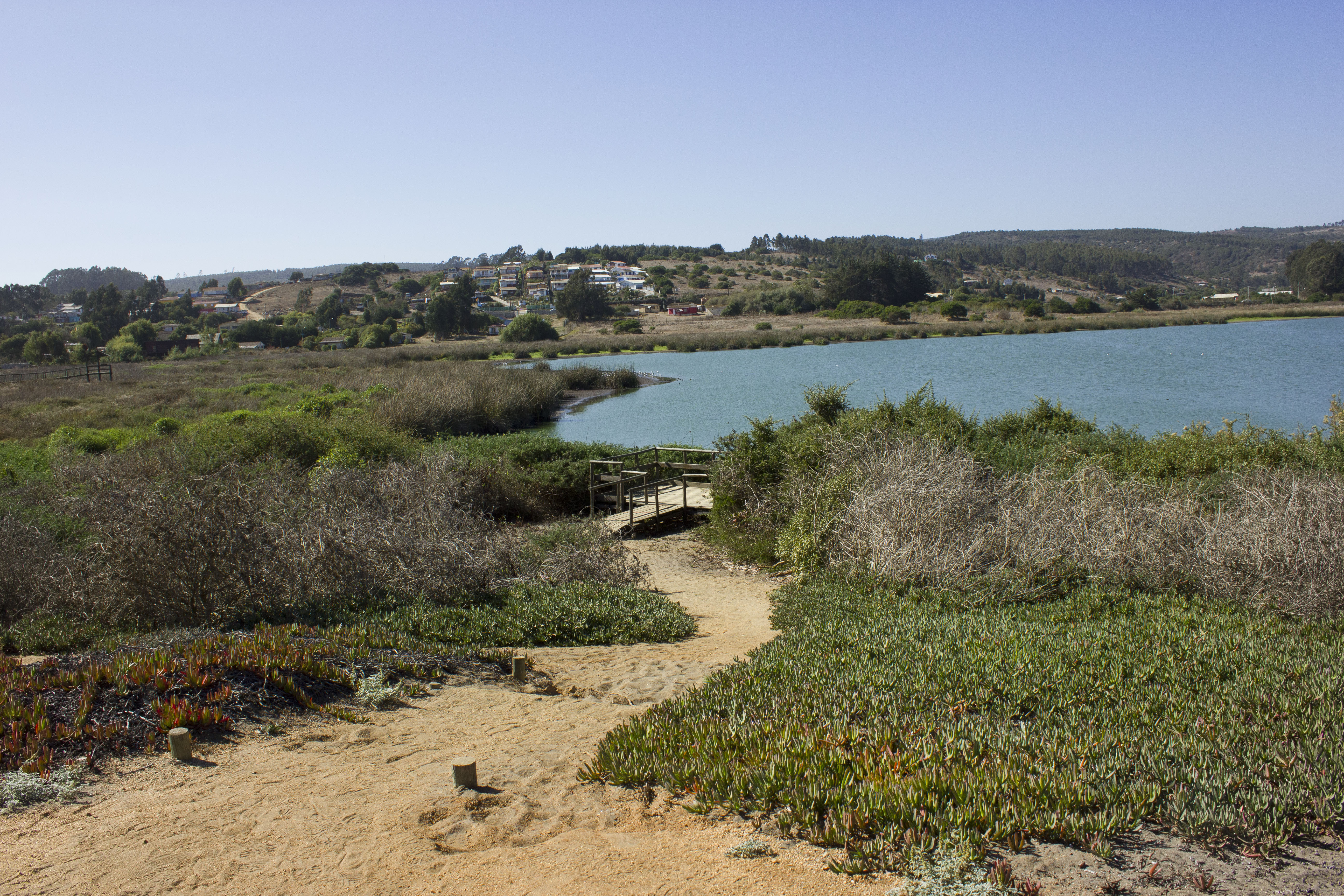
Лагуна Ель-Пераль.

Ель-Табо (ісп. El Tabo) — місто в Чилі. Адміністративний центр однойменної комуни. Населення міста — 3823 осіб (2002). Місто і комуна входить до складу провінції Сан-Антоніо та регіону Вальпараїсо.
Територія — 99 км². Чисельність населення — 13 286 мешканців (2017). Щільність населення — 134,2 чол./км².

## Розташування
Місто розташоване за 45 км на південь від адміністративного центру області міста Вальпараїсо та за 18 км на північ від адміністративного центру провінції міста Сан-Антоніо.
Комуна межує:
- на півночі — з комуною Ель-Кіско
- на північному сході — з комуною Касабланка
- на півдні — з комуною Картахена

На заході знаходиться узбережжя Тихого океану.